# Franco Grignani
 Franco Grignani  (* 4. Februar 1908 in Pieve Porto Morone, Pavia, Italien; † 20. Februar 1999 in Mailand) war ein italienischer Maler, Grafiker und Designer.

## Leben und Werk
Franco Grignani wuchs in Pavia, Mailand und Turin auf. Er war als Maler, ausgebildeter Architekt und Grafiker – meistens als freischaffender Künstler tätig. Er arbeitete hauptsächlich für große Industriekonzerne. 1948 wurde er künstlerischer Leiter des pharmazeutischen Konzerns Dompé. Nach 1956 war er für die Zeitschrift Pubblicità in Italia tätig. In Zusammenarbeit mit der Mailänder Druckerei Alfieri & Lacroix betrieb er Untersuchungen über die Phänomene der Flächenspannung und Formendynamik.
Im Jahr 1959 wird er mit dem Preis Palma d’Oro della Pubblicità ausgezeichnet.
Er stammte aus der Architektur, aber seine prägenden Interessen und sein Schaffen waren einem konstanten Experimentalismus im Bereich neuer Ästhetik und Visueller Kommunikation gewidmet. In seiner Kunst verwendete er Elemente der Pop-Art, vor allem aber auch der Op-Art. Bekannt ist das von ihm geschaffene international verwendete Wollsiegel der Woolmark Company (heute Australian Wool Innovation) in Form eines Möbiusbandes.
Im Jahr 1964 wurden Arbeiten von ihm auf der documenta III in Kassel in der Abteilung Graphik gezeigt. Im Jahr 1994 war er Teilnehmer der 22. Biennale von São Paulo. Seine Werke wurden weltweit in zahlreiche öffentliche Sammlungen aufgenommen.